# Флаг Новой Шотландии
Флаг Новой Шотландии — один из символов канадской провинции Новая Шотландия. Флаг был принят вскоре после выдачи соответствующего королевского ордера и является флагом провинции с 19 января 1929 года. На флаге изображено гербовое знамя, созданное по образцу герба Новой Шотландии. Используемый в качестве вымпела с 1858 года, он был официально признан флагом Новой Шотландии в соответствии с законодательством провинции, принятым в 2013 году.

## История
Шотландцы впервые поселились на территории современной Новой Шотландии после 1621 года, когда Яков VI (король Шотландии и Англии под именем Яков I) передал эти земли Уильяму Александеру, 1-му графу Стерлингу в соответствии с королевской грамотой, дав им название «Новая Шотландия». Четыре года спустя Карл I пожаловал колонии свой собственный герб, впервые записанные в суде лорда Лайона в Эдинбурге 28 мая 1625 года. В конце того же десятилетия шотландцы основали здесь два поселения, которые в итоге были заброшены. Суверенитет над этой территорией переходил от французов к англичанам на протяжении всего XVII века. Так продолжалось до 1713 года, когда по Утрехтскому миру Франция окончательно передала материковую часть Новой Шотландии Великобритании.
По имеющимся данным, флаг Новой Шотландии впервые был поднят на торговых судах во времена Парусной эпохи в XIX веке, однако американский вексиллолог Уитни Смит считает, что эти рассказы могут быть недостоверными. Первое документально подтверждённое использование герба Новой Шотландии в качестве произошло во время праздничного трибьюта в крикетном клубе, как говорится в статье газеты Acadian Recorder того времени; оно было отражено в «Законе о флаге провинции». Позднее Новая Шотландия согласилась на создание Канадской конфедерации вместе с колонией Нью-Брансуик и провинцией Канады с другими колониями Нью-Брансуик и Провинция Канада в 1867 году на основании Конституционного акта 1867 года о Британской Северной Америке, чтобы сформировать Доминион Канаду. В некоторых районах Новой Шотландии царили яростные настроения против образования Конфедерации, и несколько её жителей подняли флаги на полумачту в знак протеста на День Канады в 1867 году. Четыре провинции, вошедшие в состав нового доминиона, получили индивидуальные гербы. Однако Геральдическая палата, геральдический орган Англии, по-видимому, не был уведомлен о раннем пожаловании герба Новой Шотландии в 1625 году. В связи с этим 26 мая 1868 года королева Виктория издала королевский ордер, который даровал новой провинции другой герб. связи с этим 26 мая следующего года королева Виктория издала королевский ордер, даровавший новой провинции другой герб, включавший в свой состав атлантического лосося и три чертополоха.
Однако новый герб не стал популярным в Новой Шотландии. В результате 7 марта 1928 года лейтенант-губернатор провинции Нью-Брансуик издал приказ о восстановлении герба 1625 года. Впоследствии, 19 января 1929 года, был выдан королевский ордер, который удовлетворил вышестоящую просьбу. Это был первый флаг в Содружестве, утверждённый в соответствии с королевской хартией — предположительно, он стал старейшим флагом в истории Доминиона, а также старейшим провинциальным флагом за всю историю Канады. Между тем, флаг не является первым официально принятым флагом какой-либо из канадских провинций; самым первым официальным принятым флагом стал флаг Квебека, который был увтержден Парламентом Квебека, 7 марта 1950 года, через два года после объявления постановления совета.
В онлайн-опросе, проведенном в 2001 году Североамериканской вексиллологической ассоциацией, флаг Новой Шотландии занял шестое место среди флагов штатов США, провинциальных и территориальных флагов Канады, а также некоторых нынешних и бывших территорий США. Он занял 12-е место в списке из 72-х флагов, а также стал вторым в списке после флага Квебека среди всех канадских флагов. Двенадцать лет спустя флаг был официально признан официальным флагом провинции в соответствии с актом Палаты собраний Новой Шотландии. Это произошло после того, как одиннадцатилетняя ученица из Кансо обнаружила это отклонение, проводя исследования в рамках своего школьного проекта. В отличие от флагов флага Британского Колумбии, флага Нью-Брансуика, Флага Острова Принца Эдуарда, которые также являются гербовыми флагами, флаг Новой Шотландии никогда не был признан таковым в соответствии с провинциальным статутом. Студентка обратилась к члену Законодательного собрания, представляющему её избирательный округ, Джим Будро, который проконсультировался с Законодательной библиотекой и другими правительственными органами, чтобы убедиться, что в законах такое постановление отсутствует. Он представил законопроект, который получил наименование «Закон о провинциальном флаге» после получения королевской санкции 10 мая 2013 года. В том же месяце студентку и её семью пригласили в Палату собрания в знак признания её заслуг.

## Описание
Флаг Новой Шотландии имеет соотношение сторон 1:2. Описание гербового знамени — как указано в как указано в жалованной грамоте, зарегистрировавшей его в Канадском геральдическом управлении 20 июля 2007 года, — гласит: «Аргент обвенчан лазурным андреевским крестом, в целом на эскулапе изображён лев внутри двойного трезубца». Официальная цветовая гамма, согласно веб-сайту правительства Новой Шотландии, примерно соответствует цветовой системе Пантон. Номера цветов для белого оттенка флага не указаны.
| Colour | Pantone | RGB        | Hex     |
| ------ | ------- | ---------- | ------- |
| Blue   | 293     | 0-61-165   | #003DA5 |
| Yellow | 122     | 254-209-65 | #FED141 |
| Red    | 186     | 200-16-46  | #C8102E |

### Символика
Цвета и символы флага совмещают в себе множество культурных, политических и региональных смыслов. По мнению канадских историков Яна МакКэя и Робина Бейтса, Андреевский крест указывает на Промысел Божий и его роль в том, что шотландские иммигранты стали «первыми жителями Новой Шотландии». Королевский герб олицетворяет собой феодализм в Шотландии и вследствии это возникновение провинции как полноценного общества. Сальтир и королевский герб означают, что Новая Шотландия раннее была колонией Шотландии, при поддержке правившей на тот момент династии Стюартов.

### Похожие флаги
Флаг Новой Шотландии имеет сходство с Флагом Шотландии, а также с Королевским штандартом Шотландии. Щит на флаге также идентичен щиту, изображённому на королевском гербе Шотландии.  Это объясняется вышеупомянутыми историческими связями Новой Шотландии со своей бывшей метрополией, Шотландией. Как пояснил Уитни Смит, цвета креста Святого Андрея были перевернуты на флаге провинции для создания более чёткого контраста с королевским гербом.

## Использование
Консультации по вопросам использования флага находятся в ведении протокольного отдела провинции. Когда флаг Новой Шотландии развевается вместе с флагом Канады, а также с другими флагами провинций и территорий, то он занимает четвёртое место в порядке старшинства (после национального флага и затем, в порядке убывания старшинства, флагов Онтарио, Квебека и Нью-Брансуика). Несмотря на то, что Новая Шотландия вошла в новообразованную Конфедерацию одновремённо вместе с тремя вышеупомянутыми провинциями (1 июля 1867 года), она занимает третье место в группе провинций, поскольку на тот момент она была на третьем месте по общей численности населения.